# 1991 au Danemark

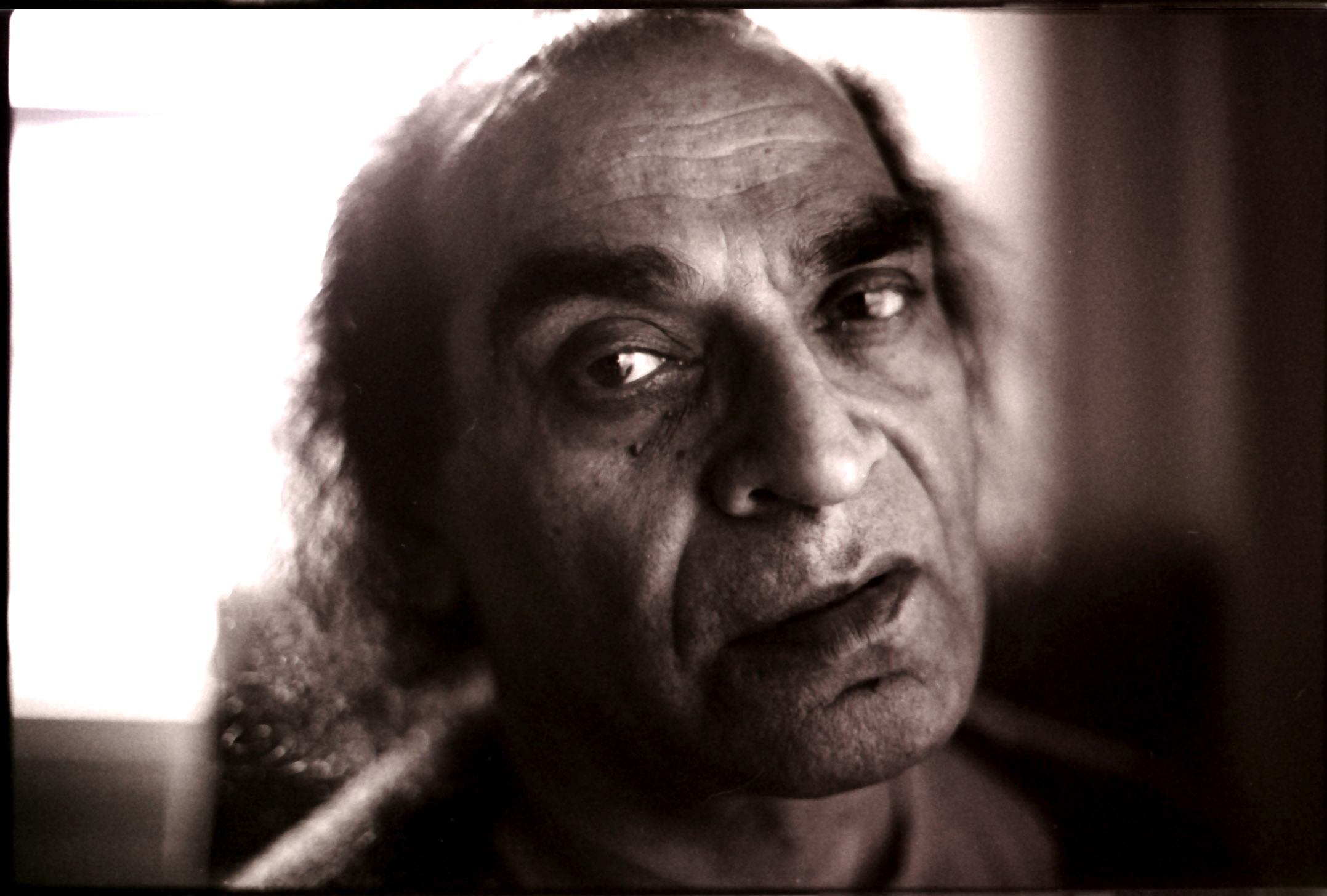
Sohan Qadri. Peintre. Copenhague. Avril 1991 - Photo par Amarjit Chandan.

Cet article traite des événements qui se sont produits durant l'année 1991 au Danemark.

## Cinéma
- Europa de Lars Von Trier remporte le prix du jury et le prix de la commission technique supérieure du Festival de Cannes.

## Gouvernements
- Monarque : Margrethe II
- Premier ministre : Poul Schlüter

## Naissances en 1991
- 15 janvier : Nicolai Jørgensen, un footballeur
- 3 septembre : Thomas Delaney, un footballeur